# 阿香米线
阿香米线是中華人民共和國一家米線連鎖店，總部位於上海。

## 歷史
2000年由何勇創辦於山东淄博。原本名為阿香拉面，是拉麵店，後來改為米線。2004年在青島開店。2015年，总部搬至上海。起初阿香米线為直營。2017年开启加盟。2018年，阿香米线首次登陸日本。在“2020中国粉面十大品牌”榜中，阿香米线僅次於味千拉面，排名第2。截至2023年11月，阿香米线在中國的门店数量达690家。